# 합천 해인사 지장시왕도
합천 해인사 지장시왕도(陜川 海印寺 地藏十王圖)는 경상남도 합천군 해인사에 있는 조선시대의 탱화이다. 2013년 4월 29일 대한민국의 보물 제1799호로 지정되었다.
1739년에 대시주 처옥(處玉)의 발원에 의해 수화원 혜식(慧湜)을 비롯한 6명의 화승이 관음전 불화로 조성하였다. 구도에서는 지장삼존과 시왕, 판관, 지옥사자, 선악동녀, 옥졸 등 31명에 달하는 인물들을 밀도 높게 표현하되, 중앙의 본존에 비하여 권속들을 상대적으로 작게 묘사함으로써 많은 권속들을 효과적으로 배열하였다. 전체적으로 인물들의 형태에 안정감이 있고 신체 비례가 적절하며, 채색은 녹색과 적색을 중심으로 차분하면서도 안정된 색감을 느끼게 한다. 특히 인물묘사에서 수염 하나하나까지도 섬세하게 그려낸 것에서 화승들의 필력이 숙달되었음을 느끼게 한다.
이 불화는 현존하는 명부전 지장보살도 가운데 비교적 이른 시기에 조성된 불화로, 18세기 전반 경상남북도 지역 불화 화풍을 잘 보여주고 있어 국가지정문화재(보물)로 지정, 보호할 만한 가치가 있다.

## 같이 보기
- 해인사
- 탱화
- 불화

## 참고 자료
- 합천 해인사 지장시왕도 - 국가유산청 국가유산포털